# 芦屋町立芦屋中学校
芦屋町立芦屋中学校（あしやちょうりつあしやちゅうがっこう）は、福岡県遠賀郡芦屋町中ノ浜にある公立中学校。

## 所在地
- 福岡県遠賀郡芦屋町中ノ浜10-17

## 周辺
- 芦屋町役場
- 芦屋町武道館
- 芦屋町小体育館
- 芦屋町商工会館
- 芦屋郵便局
- 中央公園

## 沿革
- 1947年 - 創立
- 1957年 - 校舎新築
- 1964年 - 東京オリンピックの聖火リレーに参加
- 1966年 - 牛乳給食開始
- 1971年 - プール完成、完全給食開始

## 教育方針

### 学校教育目標
- お互いの生命を尊重する豊かな心を持ち、確かな学力を
- 身につけ、自分らしさを発揮できる、心身ともに逞しい生徒の育成

### 脱ケータイ宣言
2009年1月20日の芦屋町の宣言により小中学生に携帯電話を持たせない「こども、脱ケータイ宣言」が行われている。